# Montañas Vrancea

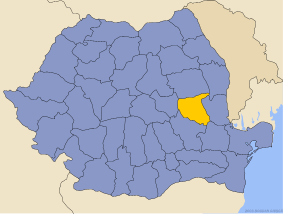
La cordillera se encuentra principalmente en el distrito de Vrancea

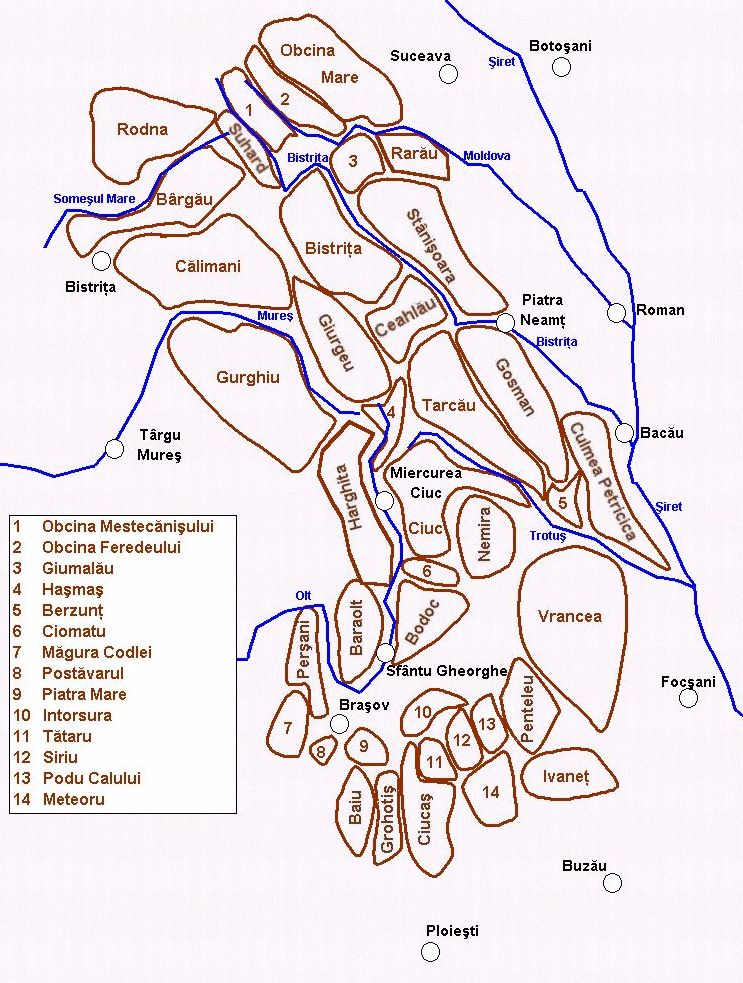
Mapa de los Cárpatos orientales, con las montañas Vrancea hacia el extremo sureste

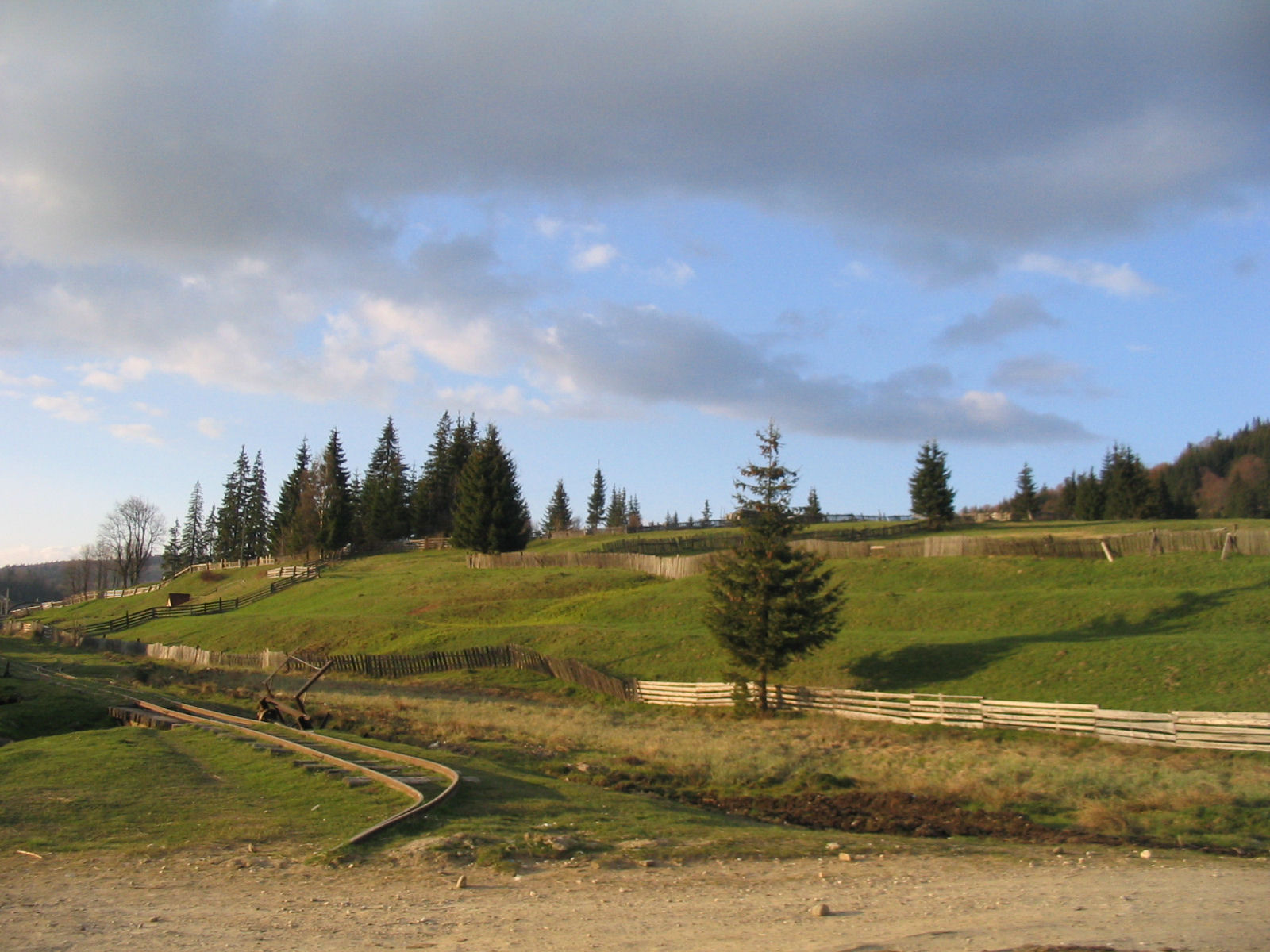
Las faldas de las montañas Vrancea, vistas desde Comandău

Las montañas Vrancea (en Rumano: Munții Vrancei) son una cadena montañosa en los Cárpatos curvaturos en Rumanía, Ubicados principalmente en el oeste del distrito de Vrancea, también cubren partes de los distritos de Bacău, Buzău y Covasna.
El pico más alto es el Pico Goru, con 1.784,6 metros (5.855 pies).
Al sur están los macizos Penteleu e Ivănețu  (parte de las montañas Buzău), mientras que al norte están las montañas Tarcău, separadas de las montañas Vrancea por el río Trotuș. Las montañas Vrancea son el hábitat de una gran cantidad de animales, incluidos osos pardos, zorros rojos, ciervos, jabalíes, linces de los Cárpatos, garduños, lobos grises, gatos monteses y liebres, así como aves como urogallos, currucas, buitres, águila real, águila pomerana, búho real, cárabo común, búho chico, cuervos, tordos, pájaros carpinteros negros, pájaros carpinteros verdes y arrendajos. 
El terremoto de Vrancea de 1977 tuvo su epicentro en estas montañas.